# Clemensia philodena
Clemensia philodena är en fjärilsart som beskrevs av Druce 1885. Clemensia philodena ingår i släktet Clemensia och familjen björnspinnare. Inga underarter finns listade i Catalogue of Life.